# Miss Internacional 1985
Miss Internacional 1985 fue la 25.ª edición de Miss Internacional, cuya final se llevó a cabo dentro de Exposición Internacional de Tsukuba en la ciudad homónima, en Japón el 15 de septiembre de 1985. Candidatas de 43 países y territorios compitieron por el título. Al final del evento Julieta Urrutia, Miss Internacional 1984 de Guatemala coronó a Nina Sicilia, de Venezuela como su sucesora.

## Resultados
| Resultados finales      | Concursante |
| ----------------------- | --- |
| Miss Internacional 1985 | - Venezuela - Nina Sicilia |
| 1° Finalista            | - Estados Unidos - Sarie Nerine Jourbert |
| 2° Finalista            | - Holanda - Jacqueline Schuman |
| Semifinalistas (Top 15) | - Australia - Ketrina Keeley - Brasil - Kátia Guimarães - Colombia - María Pía Duque - España - Beatriz Molero - Finlandia - Helena Tontti - Hong Kong - Ellen Wong - Inglaterra - Andrea Boardman - Islandia - Anna Margret Jonsdottir - Japón - Makiko Matsumoto - Noruega - Torunn Forsberg - Polonia - Katarzyna Zawidzka - Zaire - Tumba Mulamba |

### Premios especiales
- Miss Simpatía:  Dinamarca - Susan Boje Rasmussen
- Miss Fotogénica:  Colombia - María Pía Duque
- Traje Nacional:  Colombia - María Pía Duque

### Pasarela delsigloXXI
Este premio fue otorgado por única vez en la historia del certamen con motivo de la Exposición Internacional de Tsukuba de aquel año.
- Hong Kong - Ellen Wong
- México - Rebecca de Alba
- Francia - Nathalie Jones

## Relevancia histórica del Miss Internacional 1985
- Venezuela gana Miss Internacional por primera vez.
- Estados Unidos obtiene el puesto de Primera Finalista por quinta ocasión. La última vez fue en 1980.
- Holanda obtiene el puesto de Segunda Finalista por primera vez.
- Brasil, España, Finlandia, Inglaterra, Islandia, Japón y Venezuela repiten clasificación a semifinales.
- España e Inglaterra clasifican por cuarto año consecutivo.
- Japón clasifica por tercer año consecutivo.
- Brasil, Finlandia, Islandia y Venezuela clasifican por segundo año consecutivo.
- Australia, Colombia, Estados Unidos y Holanda clasificaron por última vez en 1983.
- Noruega clasificó por última vez en 1978.
- Hong Kong clasificó por última vez en 1967.
- Polonia clasificó por última vez en 1960.
- Zaire clasifica por primera vez a semifinales en la historia del concurso.
- De Europa entraron siete representantes a la ronda de cuartos de final, transformándose este en el continente con más semifinalistas; no obstante solo, Holanda llegó a la final.

## Candidatas
43 candidatas participaron en este certamen:
| - Alemania - Stefanie Angelika Roth - Australia - Ketrina Ray Keeley - Austria - Martina Margarete Haiden - Bélgica - Mireille Paula Baele - Bolivia - Ana Patricia Castellanos - Brasil - Kátia Nascimento Guimarães - Canadá - Jennifer Frances Bruno - Colombia - María Pía Duque Rengifo - Corea - Chang Sih-wha - Costa Rica - Marianela Herrera Marín - Dinamarca - Susan Boje Rasmussen - Escocia - Karen Helen Bell - España - Beatriz Molero Beltrán - Estados Unidos - Sarie Nerine Jourbert - Filipinas - Sabrina Simonette Marie Roig Artadi - Finlandia - Marjukka Helena Tontti - Francia - Nathalie Jones - Gales - Samantha Amystone - Grecia - Efthimia Dereca - Guam - Teresa Artero Kasperbauer - Guatemala - Perla Lissette Prera Fruhwirth - Holanda - Jacqueline Schuman (Schumitch) | - Honduras - Waleska Zavala Peñalva - Hong Kong - Ellen Wong Ai-Lane - India - Vinita Seshadri Vasan - Inglaterra - Andrea Vivienne Boardman - Irlanda - Karen Ann Shevlin - Islandia - Anna Margret Jonsdóttir - Israel - Avivit Nachmany - Italia - Gabriela Ongaro - Japón - Makiko Matsumoto - Marianas del Norte - Antoinette Marie Flores - México - Rebecca de Alba Díaz - Noruega - Torunn Forsberg - Nueva Zelanda - Paula Louise Franich - Panamá - Diana Marina Lau - Polonia - Katarzyna Dorota Zawidzka - Portugal - Ana Paula Machado Charepe - Singapur - Chwee Lan Chua - Suiza - Lucienne Thiebaud - Tailandia - Sasimaporn Chaikomol - Venezuela - Alejandrina "Nina" Sicilia Hernández - Zaire - Tumba Mulamba |

## Crossovers
Miss Universo
| - 1985: Alemania - Stefanie Roth - 1985: Austria - Martina Haiden - 1985: Dinamarca - Susan Boje Rasmussen - 1985: Guatemala - Perla Prera | - 1985: Marianas del Norte - Antoinette Flores - 1985: Polonia - Katarzyna Zawidzka - 1986: Irlanda - Karen Ann Shevlin - 1988: Islandia - Anna Margret Jonsdóttir |

Miss Mundo
- 1985:  Costa Rica - Marianela Herrera
- 1985:  Francia - Nathalie Jones
- 1985:  Polonia - Katarzyna Zawidzka (Semifinalista)
- 1987:  Islandia - Anna Margret Jonsdóttir (Segunda finalista)

Miss Europa
- 1985:  Suiza - Lucienne Thiebaud (Cuarta finalista)